# Jonas Gomoll
Pour les articles homonymes, voir Gomoll.
Jonas Gomoll né le 28 janvier 1993, est un joueur allemand de hockey sur gazon. Il évolue au poste d'attaquant au Berliner HC et avec l'équipe nationale allemande.

## Carrière
Il a été appelé en équipe première en 2014 pour participer au Champions Trophy à Bhubaneswar.

## Palmarès
- : 1er au Champions Trophy en 2014
- : 3e au Champions Trophy en 2016
- : 3e à la Ligue mondiale 2016-2017
- : 3e à la Ligue professionnelle 2020-2021